# Linus Spacehead's Cosmic Crusade
Linus Spacehead's Cosmic Crusade è un videogioco del 1992 sviluppato da Codemasters per Nintendo Entertainment System. Seguito di Linus Spacehead, del gioco è stato realizzato un remake per Sega Mega Drive, Sega Master System e Game Gear con il titolo Cosmic Spacehead.